# Pato (deporte)

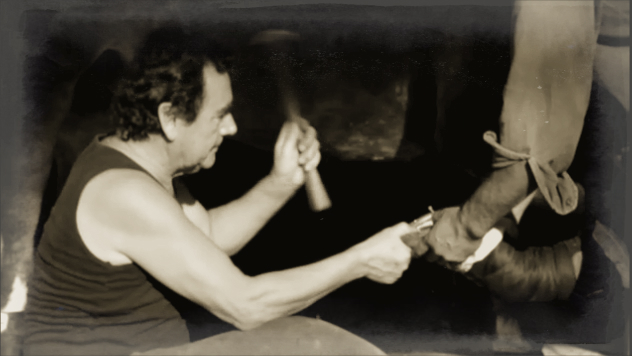
Preparando al caballo.

El pato es un deporte ecuestre originario de Argentina, que nació de la mano de los gauchos que practicaban este deporte en el campo.
Desde la época de la colonia, y durante todo el siglo XIX, el pato era el deporte más popular para los hombres de a caballo y los del campo en la provincia de Buenos Aires (la cual incluía hasta 1880 a la actual Ciudad Autónoma de Buenos Aires). Originariamente se utilizaba un ave doméstica muerta, generalmente un pato, dentro de una bolsa de cuero con cuatro manijas, y se trataba de un juego brusco y fuerte que daba lugar a encuentros peligrosos. Fue prohibido temporalmente, en 1822, en la provincia de Buenos Aires por Martín Rodríguez, y esta prohibición también fue sostenida durante el gobierno de Juan Manuel de Rosas. Recién en 1938, cuando se lo reglamentó, el pato perdió la brutalidad del pasado para pasar a ser hoy una práctica deportiva que, sin dejar de ser algo riesgosa en las alternativas del juego, se desarrolla en un clima familiar.
Fue declarado oficialmente deporte nacional de Argentina en 1953 por el presidente Juan Domingo Perón a través del decreto 17.468 del 16 de septiembre de 1953. Luego de un fallido intento por hacer que el fútbol fuese establecido como Deporte Nacional de la Argentina en 2010, la Federación Argentina de Pato y Horseball (FAP) inició una carrera en el Congreso por conseguir también por ley ese reconocimiento. Finalmente, el 31 de mayo de 2017, el pato fue declarado deporte nacional por la ley 27.368 —y el partido de General las Heras su capital nacional por la ley 27.367—. 

## Reglamento del juego
La pista de juego —conocida también como "potrero"— debe ser completamente llana y estar cubierta de grava o césped natural. Sus dimensiones varían entre 180 y 220 metros de largo, y entre 80 y 90 metros de ancho. En cada línea de fondo se ubican los aros (o "arcos"), de un metro de diámetro, montados verticalmente sobre postes de 2,40 metros de altura, con una red de 1,40 metros de profundidad.
El "pato" es una pelota confeccionada en cuero con una cámara neumática, provista de seis asas distribuidas equidistantemente. Suele ser de color blanco y mide aproximadamente 40 cm de diámetro, con un peso máximo reglamentario de 1.250 gramos.
En competencias oficiales se utilizan caballos de raza criolla, cuya alzada no debe superar los 1,45 metros.

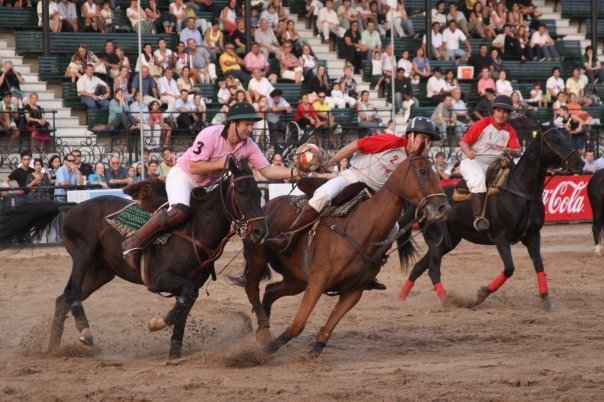
Cinchada en una competencia.

Cada equipo está compuesto por cuatro jinetes. El juego comienza con los ocho jugadores en posiciones preestablecidas. El equipo que posee el pato intenta avanzar hacia el aro rival para anotar un tanto mediante su lanzamiento.

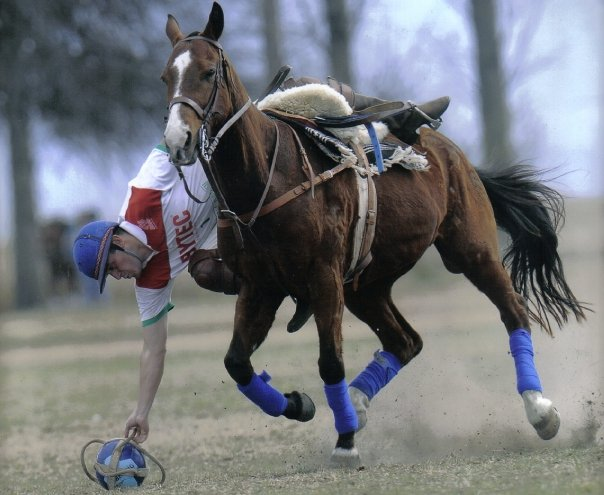
Un jugador recogiendo el pato del suelo.

Tanto el ataque como la defensa implican recoger el pato del suelo, acción que requiere destreza ecuestre y fuerza física. El jugador en posesión puede pasarlo a un compañero (acción conocida como "cachetear") o avanzar hacia el aro. Por reglamento, el pato debe ser sostenido con la mano derecha y el brazo extendido, facilitando la posibilidad de recuperación por parte del adversario. La negativa a ofrecerlo constituye una infracción denominada "negada".
El elemento distintivo del pato es la *cinchada*: dos jinetes en movimiento intentan arrebatarse el pato, tomándolo de una de sus asas. Esta maniobra debe realizarse sin apoyo en la silla, y exige equilibrio, fuerza y precisión. Las fases del juego —recoger, cinchar, cachetear y convertir— requieren una estrecha coordinación entre jinete y caballo, así como un alto nivel de entrenamiento y habilidad deportiva.

## Torneo Abierto Argentino de Pato
En Argentina existen entre 30 y 34 equipos, la mayoría en la provincia de Buenos Aires. El lugar donde se realizan los torneos más importantes del calendario deportivo de este deporte es el Campo Argentino de Pato en Campo de Mayo, San Miguel, provincia de Buenos Aires. Pero el Abierto Argentino de Pato, que se juega a fin de año en la cancha número 2 de Palermo, es el más preciado. Este torneo se realizó por primera vez en el año 1941, año en que se creó la Federación Argentina de Pato, entidad rectora del deporte. El primer equipo campeón fue Los Corrales, cuarteto integrado por Argentino Fuentes, Clovizo Querelt, Roberto Fuentes y Florencio Novoa.
El máximo ganador es Barrancas del Salado, con 15 títulos entre 1968 y 2005.
| Año  | Ganador                  |
| ---- | ------------------------ |
| 1941 | Los Corrales             |
| 1942 | Los Corrales             |
| 1943 | Los Corrales             |
| 1944 | El Lucero                |
| 1945 | El Cencerro              |
| 1946 | El Cencerro              |
| 1947 | General Las Heras        |
| 1948 | El Cencerro              |
| 1949 | El Cencerro              |
| 1950 | El Cencerro              |
| 1951 | El Centinela             |
| 1952 | El Centinela             |
| 1953 | El Centinela             |
| 1954 | El Centinela             |
| 1955 | El Cencerro              |
| 1956 | La Enramada              |
| 1957 | La Enramada              |
| 1958 | El Cencerro              |
| 1959 | El Siasgo                |
| 1960 | El Siasgo                |
| 1961 | General Las Heras        |
| 1962 | El Siasgo                |
| 1963 | El Centinela             |
| 1964 | La Totora                |
| 1965 | La Totora                |
| 1966 | La Totora                |
| 1967 | El Cencerro              |
| 1968 | Barrancas del Salado     |
| 1969 | El Siasgo                |
| 1970 | Barrancas del Salado     |
| 1971 | El Siasgo                |
| 1972 | El Siasgo                |
| 1973 | Barrancas del Salado     |
| 1974 | Barrancas del Salado     |
| 1975 | Barrancas del Salado     |
| 1976 | Barrancas del Salado     |
| 1977 | Barrancas del Salado     |
| 1978 | Barrancas del Salado     |
| 1979 | Barrancas del Salado     |
| 1980 | Tres Lagunas             |
| 1981 | Fortín Loreto            |
| 1982 | Fortín Loreto            |
| 1983 | Fortín Loreto            |
| 1984 | Barrancas del Salado     |
| 1985 | Barrancas del Salado     |
| 1986 | Fortín Loreto            |
| 1987 | Fortín Loreto            |
| 1988 | Fortín Loreto            |
| 1989 | San Patricio             |
| 1990 | General Las Heras        |
| 1991 | San Patricio             |
| 1992 | San Patricio             |
| 1993 | Barrancas del Salado     |
| 1994 | San Patricio             |
| 1995 | San Patricio             |
| 1996 | Los Barrancos            |
| 1997 | Los Barrancos            |
| 1998 | Chascomús                |
| 1999 | La Totora                |
| 2000 | Barracas al Sur          |
| 2001 | Barracas al Sur          |
| 2002 | La Guarida               |
| 2003 | Barrancas del Salado     |
| 2004 | Barrancas del Salado     |
| 2005 | Barrancas del Salado     |
| 2006 | General Las Heras        |
| 2007 | El Fogón - El Relincho   |
| 2008 | El Siasgo                |
| 2009 | El Relincho              |
| 2010 | La Guarida               |
| 2011 | La Guarida               |
| 2012 | Los Mochitos             |
| 2013 | El Relincho              |
| 2014 | Los Mochitos             |
| 2015 | Los Mochitos             |
| 2016 | Los Baguales             |
| 2017 | Las Heras - Los Baguales |
| 2018 | Las Heras - La Blanquita |
| 2019 | Las Heras - Agropharma   |
| 2020 | No se disputó            |
| 2021 | San Patricio             |
| 2022 | San Patricio - Las Heras |
| 2023 | El Siasgo                |
| 2024 | El Siasgo                |

## Juegos similares
El pato tiene como pariente más cercano a un antiguo juego persa, el buzkashi, practicado aún hoy en Afganistán, donde la prenda del juego es un carnero faenado al que se le han cortado la cabeza y las extremidades. 
En distintos lugares de Europa donde se practica polo, se realizan a veces competencias de horseball, un juego que resulta ser la adaptación del pato argentino introducido en Francia en los años 1930 por el capitán Clave. Este último modifica las reglas del pato e inventa el horseball. 
En julio de 2008 la Selección Argentina de Pato resulta jugadora preferida en el primer Campeonato Mundial de horseball.

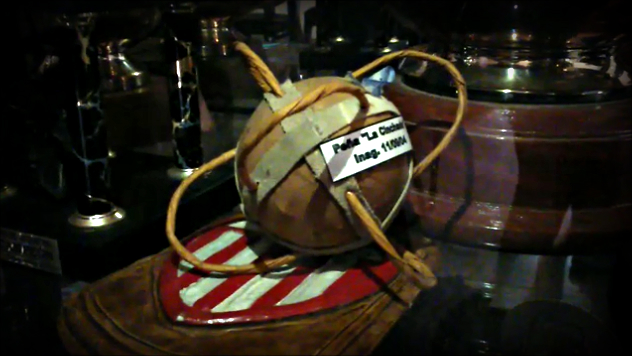
La pelota del pato.